# لورا فوستی
لورا فوستی (انگلیسی: Laura Fusetti؛ زادهٔ ۸ اکتبر ۱۹۹۰) بازیکن فوتبال اهل ایتالیا است.
از باشگاه‌هایی که در آن بازی کرده‌است می‌توان به باشگاه فوتبال زنان آ.ث. میلان اشاره کرد.
وی همچنین در تیم‌های ملی فوتبال زنان ایتالیا بازی کرده‌است.